# نادي لوشنيا
نادي لوشنيا الرياضي هو نادي كرة قدم ألباني يقع مقره في لوشنيه، ألبانيا. ملعب الفريق الرئيسي هو ملعب عبد الرحمن رضا حجي الذي يتسع لجلوس 11,000 شخص. تأسس الفريق في عام 1926 حيث تم تغيير اسم النادي عدة مرات في تاريخه. حقق الفريق المركز الثالث بدوري السوبر الألباني موسم 2008/2007.

## وصلات خارجية
- الموقع الرسمي